# Ellen Osiier
Ellen Ottilia Osiier (* 13. August 1890 in Hjørring; † 6. September 1962 in Kopenhagen) war eine dänische Fechterin. 

## Leben
Ellen Thomsen wurde als Tochter eines Brandinspektors und einer Hausfrau geboren. Ihre Leidenschaft für das Fechten entdeckte sie unter der Anleitung des Fechtlehrers Leonce Mahaut in dessen „Salle d’Armes Mahaut“. Im Jahr 1917 trat sie dem Damernes Fægte-Klub in Kopenhagen bei. Zwei Jahre später heiratete sie Ivan Osiier, einen jüdischen Arzt und erfolgreichen Fechter, der 1912 eine Silbermedaille im Degenfechten bei den Olympischen Spielen gewonnen hatte. Während der Olympischen Spiele 1932 in Los Angeles sollte sie als Punktrichterin fungieren, wurde jedoch wegen angeblicher Befangenheit ausgeschlossen; dies führte zu einem Prozess, den sie gewann. Im Jahr 1943 flohen die Osiiers vor den Nationalsozialisten nach Stockholm und kehrten nach dem Krieg nach Kopenhagen zurück; sie starb 1962.

## Wirken
Ellen Osiier nahm an den Olympischen Spielen 1924 in Paris teil, wo sie im Teilnehmerfeld des erstmals ausgetragenen Einzelwettbewerbs im Florettfechten der Frauen stand. Dabei blieb sie in sämtlichen 16 Gefechten ohne Niederlage und war somit die erste Florettfechterin, die Olympiasieger wurde.
Zusammen mit ihrem Mann boykottierte sie 1936 die Olympischen Spiele in Berlin aus Protest gegen das NS-Regime.